# 제리 가르시아

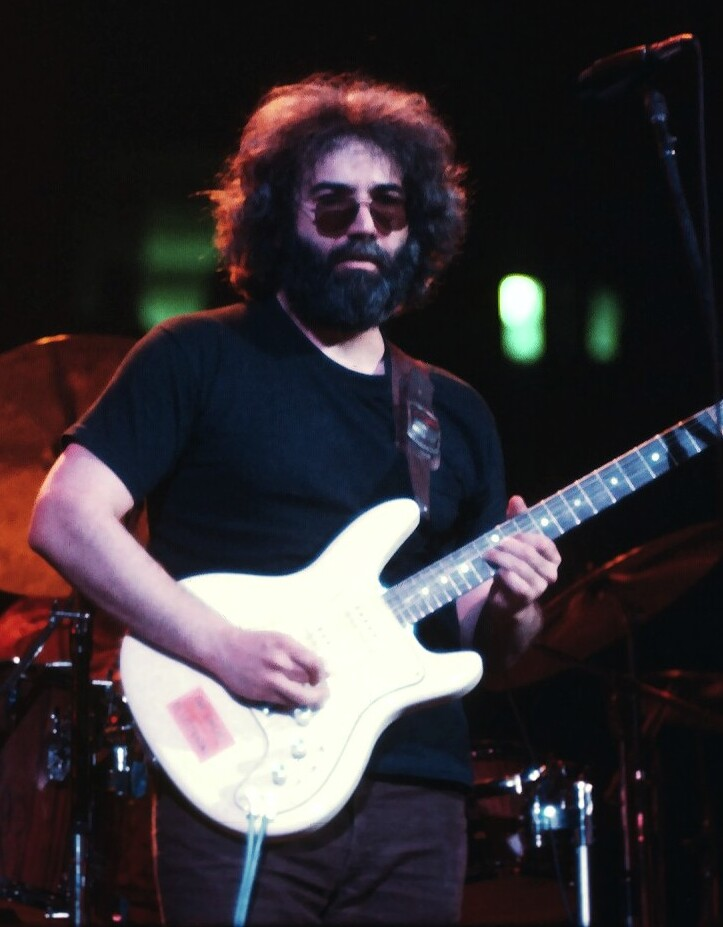

제리 가르시아(Jerry Garcia, 1942년 8월 1일~1995년 8월 9일)는 미국의 기타리스트이자 가수, 작곡가이다. 그레이트풀 데드)(Grateful dead)의 창립 멤버로 가장 잘 알려져 있는데, 제리 가르시아는 그레이트풀 데드가 존재했던 1965년부터 1995년까지 30년간 실질적인 리더였다. 동시에 그레이트풀 데드로 활동하던 시기에, 그는 그의 이름을 딴 제리 가르시아 밴드(JGB)도 이끌었다. 그는 특히 컨트리 뮤직과 포크 뮤직을 다양한 방법과 실험을 통해 바꾸어 녹음, 공연을 했으며 그렇게 하기 위해 밴조나 페달 스틸 기타를 이용하기도 했다. 그레이트풀 데드는 그의 첫 번째 음악적 수단이 되었으며 그들과 수천 번의 공연을 했고 그들의 녹음에 대부분 참여했다. (대다수가 라이브 공연이었다.) 게다가 그의 인생동안 28번의 빌보드 차트에 진입했으며 Workingman's Dead, American Beauty, Europe '72, Skeletons from the Closet: The Best of Grateful Dead, What a Long Strange Trip It's Been: The Best of the Grateful Dead, and In the Dark 음반은 수백만 장의 판매를 기록했고 다른 8개의 음반도 100만장 이상의 판매를 기록했다. 그레이트풀 데드는 싱글 활동을 활발히 하진 않았지만 가르시아는 빌보드 핫 100차트에 진입한 밴드의 6곡 중 4곡을 공동 작곡 및 작곡했는데 "Uncle John's Band," "Truckin'," "Alabama Getaway," 이 그것이다. 10위 권 안에 든 "Touch of Grey,"와 그의 솔로 싱글이었던 "Sugaree."도 있었다. 그의 음악적 공로와 그레이트풀 데드가 그들의 열성팬인 데드 헤드와 대중들을 위해 담았던 로큰롤, 환각적인 마약 등은 그레이트풀 데드를 60년대 히피 사조의 상징으로 만들어버렸다.

## 탄생
연극 작곡자였던 제롬 컨(Jerome kern)의 이름을 딴 제롬 존 가르시아(Jerome John Garcia, 제리 가르시아)는 1942년 8월 1일 미국 캘리포니아 샌프란시스코에서 아버지 호세 라몬 가르시아와 룻기 마리 클리포드 가르시아 사이에서 태어났다. 그의 아버지는 음악인 협회와의 분쟁(이 사건은 그의 아버지가 전문 음악가로서 일하는 것을 포기하고 식당을 열게 된 계기가 되었다.)을 겪기 전까지 클라리넷 연주자이자 색소폰 연주자였으며 밴드 리더였던 스페인 이민자 출신이었고 그의 어머니는 결혼하기 전까지 간호사였다.

## 유년 시절, 학창 시절
제리는 어렸을 때 음악에 많은 흥미를 보였고 피아노 레슨을 받았다. 그는 어린 시절 두 가지의 트라우마로 고통을 받았다. 4살 때 나무를 베던 도중 사고가 발생하여 오른손 중지 손가락의 절반을 잃게 되었다. 그리고 다음 해 아버지가 물고기를 잡다 익사하였다. 그의 어머니는 식당의 경영권을 넘겨받게 되었고 제리는 그 후 5년 동안 할아버지 댁에 보내져 살았고 1953년 어머니가 재혼하게 되었을 때 엄마 곁으로 돌아왔다. 그의 가족은 샌프란시스코 전역을 돌아다니게 되었다. 그래서 여러 학교로 전학을 다녔으며 8학년을 꿇게 되었다. 그는 학교에서 매우 평범한 학생이었지만 예술에 많은 흥미를 보였고 1957년 여름 the California School of Fine Arts에 다니게 되었다. 그 해 15번째 생일에 그의 엄마는 그에게 기타를 선물했다. (후에 그는 엄마가 처음에 사주었던 아코디언을 돌려달라고 설득했다.) 곧 그는 고등학교 밴드에서 활동하게 되었다. 그는 여전히 공부에 흥미가 없었고 1960년 1월 17살의 나이에 학교를 자퇴했다. 1960년 4월 그는 군대에 자원했으나 군인으로서의 삶이 만족스럽지 않다는 것을 깨닫고 그 해 12월 불명예 전역을 하였다.
18살이 되었을 때 캘리포니아 팔로 알토(palo alto)로 이사했다. 그곳에서 그는 비공식적으로 몇 년간을 살았고 스탠포드 대학교 캠퍼스 주변 서점과 밴드에서 일을 했다. 그곳에서 그는 일생동안 함께 일하게 될 여러 사람들을 만나게 되었다. 그들 중 장차 시인이 되고 다른 그룹에서 그와 함께 작곡을 하게 될 로버트 헌터(Robert Hunter)를 만났는데 당시에는 Bob & Jerry라는 듀오에서 그와 함께 베이스를 연주하였다.

## 그레이트풀 데드에서의 시작
1960년대 초반은 포크 리바이벌 시대였고 가르시아는 포크송과 옛 컨트리 음악, 블루그래스 음악의 열렬한 팬이 되었으며 Sleepy Hollow Hog Stompers, the Wildwood Boys, 그리고 the Hart Valley Drifters와 비슷한 이름을 가진 즉석 그룹에서 2년간 어쿠스틱 기타와 밴조를 연주했다. 1963년 겨울 그는 스탠포드 대학교 학부생 사라 리 루펜달(Sara Lee Ruppenthal)을 만났고 그들은 Jerry & Sara라는 듀오를 결성했다. 그는 1963년 4월 25일 결혼했고 1963년 12월 8일 그들의 딸 헤더 가르시아(Heather Garcia)를 낳았다. (그녀는 나중에 클래식 바이올린 연주자가 된다.)
결혼 후 가르시아는 얼마간 정착을 했고 음악 가게에서 음악을 가르치는 일을 했다. 1964년 그는 Mother McCree's Uptown Jug Champions이라는 저그 밴드에서 일을 했다. 그 밴드에는 기타리스트이자 가수인 밥 위어(Bob Weir), 가수이자 하모니카 연주자, 키보드 연주자 그리고 픽팬이란 이름으로 더 유명한 론 맥커낸(Ron McKernan)이 있었다. 1965년의 전환기에서 밴드는 드러머 빌 크루츠먼(Bill Kreutzmann)을 투입하고 전자 악기를 받아들여 로큰롤 밴드가 되었으며 그들의 이름을 워록스(the Warlocks)로 바꾸게 되었다. 가르시아의 또 다른 친구인 필 레쉬(Phil Lesh)는 1965년 6월까지 베이시스트로 활동했다.
12월 그 5인조는 그들은 새 이름인 그레이트풀 데드로 첫 공연을 가졌다. Stealin‘와 Don't Ease Me In라는 민요로 이루어진 그들의 첫 싱글은 1966년 6월 스콜피오 레코드에서 발매되었고 가르시아는 두 곡의 보컬을 맡았다. 그 해 가을 (신용도 없이)밴드는 샌프란시스코의 동료 그룹인 제퍼슨 에어플레인(Jefferson Airplane)의 두 번째 음반 Surrealistic Pillow에서 프로듀싱을 한 사람을 모셔옴으로서 더 나은 평가를 받기 위해 나아갔다. 그는 준비하는데 도움을 줬고 LP에 기타 연주를 추가하였으며 음반 이름을 제안하기도 했지만 음악적, 정신적 스승 대신 앨범의 프로듀서라는 이름으로 계약상 해고되었다. 그 동안 그레이트풀 데드는 워너 브라더스로 이적을 했다. 그들의 첫 음반인 동명 타이틀 앨범 그레이트풀 데드(Grateful Dead)의 발매를 위한 녹음은 1967년 3월이었다. 가르시아가 지은 Cream Puff War로 유명한 그 음반은 100위권 안에 진입했다. 이 때까지 가르시아는 부인과 떨어져 지냈으며 (후에 이혼을 하게 된다.) 마운틴 걸로 알려진 그리고 가르시아의 복잡한 연인 관계 중 가장 오랫동안 지내게 될 캐롤라인 애덤스(Carolyn Adams)와 동거했다. 그 커플은 1970년에 애나벨(Annabelle)과 1974년 9월 테레사(Theresa)를 낳았다.
그레이트풀 데드는 1968년 7월 두 번째 음반인 Anthem of the sun을 발매했다. 그 음반은 라이브와 스튜디오 버전이 섞여있었고 이 음반에 수록된 모든 곡은 작곡가로서 그들의 그룹이 유명해지게 된 계기가 되었다.. 하지만 가르시아는 이에 만족하지 않고 그의 친구 로버트 헌터를 작사가로 투입했고 로버트와 가르시아 콤비는 1969년 6월에 발매된 밴드의 세 번째 음반인 Aoxomoxoa에서 빛을 발했다. (사실상 음반의 모든 곡들은 헌터와 가르시아, 필 레쉬에 의해 쓰인 것이다.) 그레이트풀 데드가 가장 좋아하는, 가르시아와 헌터의 합작품인 Dark Star는 4번 째 음반인 Live/Dead 음반(1969년 11월에 발매)에서 가장 확실한 라이브로 칭찬을 받았다. 제리는 그레이트풀 데드와 있는 동안 다른 가수들과 일하기 시작했다. 그는 페달 스틸 기타를 계속 사용하였고 그는 팔로 알토에서 만난 마지막의 친구들인 싱어송라이터 존 더슨(John Dawson)과 기타리스트 데이비드 넬슨(David Nelson)와 the New Riders of the Purple Sage(그레이트풀 데드의 멤버인 필 레쉬와 미키 하트(Mickey Hart)가 가입한 밴드, 미키 하트는 67년에 그레이트풀 데드에 가입한다.)를 결성하는데 도움을 준다. 이 컨트리 록 밴드는 그레이트풀 데드 공연의 오프닝을 담당하기 시작했다. 동시에 가르시아는 제퍼슨 에어플레인, 크로스비 스틸스 내쉬 앤 영 (이들의 데자 뷰 앨범에서 히트곡인 Teach Your Children에서 가르시아는 페달 스틸 기타를 사용했다.), It's a Beautiful Day(Marrying Maiden) 등 여러 사람들과 세션 활동을 한다. 솔로 활동 중 첫 곡은 영화 Zabriskie Point의 사운드 트랙으로 알려진 Love Scene이었다. 비록 눈앞의 결과는 그의 ‘솔로’ 앨범이었지만 그는 하워드 웨일스(Howard Wales)라는 키보디스트와 함께 샌프란시스코에서 즉석 밴드를 하기도 했으며 후에 JGB를 결성하는데 중요한 역할을 하는 여러 공연을 하기도 했다.

## 그레이트풀 데드의 전성기
가르시아와 그레이트풀 데드의 컨트리에 대한 관심은 밴드의 5번째 음반인 1970년 3월에 발매된 Workingman's Dead에서 여실히 드러난다. 가르시아는 후에 그들의 첫 차트 싱글이 되는 Uncle John's Band를 포함한 8곡 중 7곡을 혼자서 작곡하거나 공동으로 작곡했다. 그들의 70년 12월에 발매된 6번째 음반인 American Beauty도 계속 그 스타일을 유지했고 가르시아는 10곡 중 7곡을 지었다. Counting Crows, Ramblin' Jack Elliott, and Chris Smither 등이 커버한 Friends of the Devil과 Rick Danko, Perry Farrell, Jimmie Dale Gilmore, Chris Hillman 등이 커버한 Ripple도 있었다. 그레이트풀 데드는 이 유명한 두 음반을 발매한 후 다시 전자 음악 스타일로 돌아갔다. 하지만 1971년 여름에 컬럼비아 레코드에서 발매된 the New Riders of the Purple Sage의 동명 타이틀 앨범은 여전히 컨트리 록 사운드를 지향했다. 가르시아는 그 해 가을 의좋게 the New Riders of the Purple Sage를 탈퇴했지만 그들의 다음 음반인 Powerglide와 1974년 그들의 라이브 음반인 Home, Home on the Road에서 같이 연주했다. Workingman's Dead와 American Beauty의 후속편의 일부 또한 1972년 1월 워너 브라더스에서 발매된 그의 첫 솔로 데뷔 음반인 Garcia의 반을 차지했다. (나머지 반은 더욱 실험적인 사운드를 지향한다.) 차트 싱글인 Sugaree로 유명한 LP는 40위권에 진입했다. 그 후 판타지 레코드에서는 키보디스트인 메를 선더스(Merl Saunders)가 참여한 Heavy Turbulence를 발매했는데 웨일스를 대신해 선더스가 함께 이끈 가르시아의 클럽 밴드를 피처링했다. 밴드는 또한 Saunders의 음반 Fire Up (1973)와 1973년 7월에 녹음되어 1974년 봄에 발매된 키스톤(Keystone)에서의 라이브 LP에서 피처링을 했다. 그 동안 그레이트풀 데드의 7번째 음반인 그레이트풀 데드(그것의 커버 일러스트레이션 때문에, 그리고 그들의 데뷔 음반과 구별하기 위해서 Skull & Roses라는 이름으로 불리기도 한다.)라는 이름을 가진 라이브 2CD가 1971년 9월에 발매된다. 그 음반은 가르시아와 헌터가 합작한 두 개의 노래 Bertha와 Wharf Rat가 유명하다. 1972년 11월 발매된 그들의 8번째 음반인 Europe '72는 3개의 CD로 구성되었고 가르시아와 헌터의 합작품으로 He's Gone, Brown-Eyed Woman, Tennessee Jed으로 소개된다. 그레이트풀 데드, 메를 선더스와 함께 그의 클럽 밴드를 계속하면서 가르시아는 1973년 겨울 3번째 밴드를 결성한다. 그리고 그가 사랑했던 블루그레스 음악으로 회귀하게 되고 1973년 5월 1일 처음 대중 공연을 나선 Old & in the Way라는 이름의 그룹에서 밴조를 연주하게 된다. 가르시아와 만돌린 연주자 데이비드 그리스먼(David Grisman), 기타리스트 피터 로우(Peter Row), 베이시스트 존 컨(John Kahn) (선더스와 같은 밴드에서 있었던), 이 그룹은 1년을 지속했고 1975년 라운드 레코드에 의해 발매된 라이브 앨범을 냈으며 100위권 안에 진입했다. 라운드 레코드는 워너 브라더스와의 계약 만료 후 1973년 그룹이 세운 레코드사였다. 그 레이블에서의 첫 발매는 Wake of the Flood 였는데 그것은 거의 3년 만에 발매한 그들의 스튜디오 음반이었다. 그 음반은 1973년에 발매되었고 7곡 중 가르시아가 지은 5곡이 유명했다. 1974년 6월 라운드 레코드는 가르시아의 두 번째 솔로 음반을 발매했는데 그의 첫 음반처럼 가르시아란 이름을 가졌다. 혼란을 막기 위해 팬들은 그것을 Compliments of Garcia라는 이름을 붙였는데 전설적인 Compliments Of 때문이었다. 그 Compliments Of는 홍보용 판을 위해 라디오 방송국에 보내진 스티커에 적혀져있었다. 그리고 그 후 공식적으로 Compliments 란 이름으로 재발매되었다. 앨범은 가르시아에 의해 지어진 곡들이 아닌 다수의 커버 곡을 녹음하는 그 클럽 밴드의 방식으로 유명해졌다. 그럼에도 50위권에 진입했다.
몇 주 안에 그레이트풀 데드 레코드는 새로운 그레이트풀 데드의 스튜디오 음반을 냈는데 마스 호텔로부터의 그레이트풀 데드였다. 8곡 중 5곡의 가르시아/헌터의 합작품이 유명했다. 1974년 10월 그레이트풀 데드는 샌프란시스코의 윈터랜드 영화관에서 쇼 시리즈를 연주했는데 그것은 영화화되고 녹음되었다. 콘서트 작업 중단을 위한 준비였다.. 그것은 가르시아의 다른 라이브 작업에 영향을 주진 않았다. Saunders와 함께하는 그의 밴드는 새로운 이름을 얻었는데 그것은 Legion of Mary였다. 그리고 밴드는 해체하는 1975년 여름까지 지속적으로 공연하기 시작했다. 1975년에는 또한 가르시아는 그의 법적 아내인 캐롤라인 애덤스와 이혼을 하고 나중에 영화 감독이 되는 데보라 쿤과 관계를 맺기 시작했다. 그러나 그 관계는 1977년에 끝이 나고 가르시아는 애덤스에게 돌아간다.
투어 중단을 하지 않고 그레이트풀 데드는 새로운 음반인 Blues for Allah를 1975년 8월에 발매했다. 그것은 가르시아에 의해 대부분 지어졌다. Legion of Mary와 헤어진 후 가르시아는 그의 오랜 친구 존 칸과 피아니스트 니키 홉슨(후에 1971년 이후 그레이트풀 데드의 멤버였던 키스 가초에 의해 대체된다.)과 드러머 론 투트와 그 해 가을 제리 가르시아 밴드로 불리는 그룹을 공식적으로 결성한다. 밴드는 1976년 2월 발매된 가르시아의 다음 솔로 음반인 (비록 반은 그레이트풀 데드의 곡이지만) Reflections로 유명해진다. 그 음반은 또한 반의 커버, 반의 가르시아와 헌터의 노래들로 구성된 것에 대해 갈린다. 이 두 전임자처럼, 이 음반은 차트에 14주 동안 42위까지 오르며 적당히 성공했다. 가르시아의 솔로 음반들은 메인 밴드의 발매 사이에서의 시간을 표시하는 그레이트풀 데드 부분을 팔았다는 것을 보여준다. 그레이트풀 데드는 1976년 여름 투어로 돌아왔고 일시적으로 그레이트풀 데드 레코드를 닫았다. 그리고 1974년 9월 윈터랜드 쇼, Steal Your Face.에서의 공연을 모아 라이브 음반을 발매한 뒤 아리스타 레코드와 계약을 하였다. 그 동안 가르시아는 1977년 6월 1일에 열렸던 그레이트풀 데드 무비가 되는 쇼를 위해 장면을 편집하는데 심혈을 기울였다. 최초의 그레이트풀 데드의 아리스타에서 낸 앨범인 Terrapin Station는 1977년 7월 27일에 개봉되었다. 가르시아는 영화 사운드 트랙인 Terrapin Part One을 공동 작곡했다. 가르시아는 솔로 활동으로도 아리스타와 기록했고 그의 4번째 솔로 앨범인 Cats Under the Stars를 1978년 4월에 발매했다. 제리 가르시아 밴드의 명성이 높아졌고, 앨범이 로버트 헌터가 지은 가사에다 그룹의 멤버에 의해 원래 관계를 전체적으로 구성했다. 가르시아는 8개의 트랙 중 5개의 트랙을 공동 작곡하였거나 혼자 작곡하였다. 그와 같은 충분히 발달한 노력에도 앨범은 100위권 진입에 실패했다. 그레이트풀 데드는 1978년 그들의 다음 스튜디오 음반인 Shakedown Street을 1978년 11월에 발매했는데 그것은 가르시아/헌터 콤비가 오직 3곡 밖에 짓지 않은 것이 특이하다. 그 해 말 가르시아와 칸은 Reconstruction라는 이름의 재즈 그룹을 만들었다. Reconstruction는 Merl Saunders을 포함했고 주로 다음 아홉 달 동안 주로 샌프란시스코 Bay Area에서 공연을 했다. 1979년 10월 가르시아는 그룹을 재결성했는데 다시 JGB라는 이름아래, 칸과 키보드 연주자 Ozzie Ahlers와 드러머 Johnny d'Fonseca를 영입했다. 3년 후 밴드는 칸만 계속 밴드에 남아있는 채 7번의 라인업을 재구성했다.
1980년 4월 그레이트풀 데드는 Go to Heaven을 발매했는데 이후 7년간 밴드는 스튜디오 음반을 내지 않았다. 음반에서 오직 두 곡만이 가르시아/헌터의 곡이었지만 그들 중 하나는 차트 싱글이었던 Alabama Getaway였다. 그 해 가을, 비디오가 폐회로 동시 방영, TV스페셜, 홈비디오로 만들어지는 동안 밴드는 샌프란시스코의 워필드 극장과 뉴욕의 라디오 시티 뮤직 홀에서 일련의 공연을 했는데 그것은 녹음되고 영화로 만들어졌는데 Reckoning and Dead Set란 이름의 라이브 앨범을 만들어낸 레코딩이었다. 이건 그레이트풀 데드의 1987년까지의 마지막 녹음이었다. 1987년 12월 31일 콘서트 무대 뒤에서 가르시아는 캐롤라인 애덤스와 듣자하니 세금 문제로 재결합을 했다. 그 둘은 이전에 이혼을 했다. 가르시아는 그의 5번째 솔로 음반인 Run for the Roses를 1982년 10월 발매했다. 그것은 비틀즈와 밥 딜런 그리고 100여명의 가수들에 의해 커버된 곡들을 덧붙여 그가 지은 노래 3곡을 유지했다.
1980년대 초, 중반 가르시아나 그레이트풀 데드의 노래 발매가 끊긴 이유는 그 시기 가르시아의 마약 복용의 결과라고들 한다. 항상 그의 환각적인 마약에 취했다고 알려진 가르시아는 듣자하니 이때까지 더 강력한 마약을 하였다고 한다. 가르시아는 마약 소지 혐의로 1970년 체포되었고 1973년에도 체포, 불구속 입건되었다. 1985년 1월 18일 그는 코카인과 헤로인 소지 혐의로 다시 체포되었다. 그는 다시 치료를 받는다는 명분아래 감옥행을 막을 수 있었다. Narcotics Anonymous 회의에도 참석하고 자선 콘서트도 벌였다. 그의 마약 사용에 따라 흡연과 다른 건강하지 못한 행동들은 그의 인생 마지막 길에 안 좋은 영향을 끼쳤다. 1986년 7월 10일 몹시 힘든 그레이트풀 데드 투어에 그는 당뇨로 혼절하여 3일간 거의 죽음에 다다를 뻔했다. 그의 요양 기간 동안 애덤스와 그의 딸은 가르시아에게 돌아갔다. 그는 10월에 JGB로 돌아갔고 12월에는 그레이트풀 데드에도 돌아갔으며 인생의 전환점이 되는 시기였다.
그의 재기의 결과는 개인적인 것이었다. 애덤스와의 화해에도 그는 그레이트풀 데드의 팬 Manasha Matheson과 연인 관계를 맺게 되었다. 커플은 4번째 딸 Keelin Noel Garcia을 1987년 12월 20일에 낳았다. 1989년 가르시아는 애덤스와 다시 이혼하고 혼자 살거나 Matheson과 살게 되었다. 정상적인 수준으로 돌아온 그의 건강은 7년 만의 그레이트풀 데드의 새 앨범 In the Dark(1987년 7월 6일 발매)으로 돌아오게 되었다. 더블 플래티넘의 10위 권 앨범은 4곡의 가르시아/헌터 합작품을 만들어냈다. 그들 중 Touch of Grey는 그레이트풀 데드의 유일한 10위 권 싱글이 되었다.그 앨범을 홍보하기 위한 투어 중 가르시아는 뉴욕 브로드웨이의 Lunt-Fontanne 극장에서 1987년 10월 특별한 시리즈의 공연을 했다. 최초로 어쿠스틱 스트링 밴드를, 두 번째로 JGB를 이끌었다. 그 공연은 라이브 앨범으로 녹음되었고 1988년 그레이트풀 데드 머천다이징에서 발매되었다. 그것은 거의 어쿠스틱이었으며 제리 가르시아 어쿠스틱 밴드의 명성을 쌓게 되었다. 그레이트풀 데드는 널리 공연을 계속했으며 가르시아는 JGB의 지리학적인 접근을 높이기 시작했다. 예를 들면 그레이트풀 데드가 보통 연주했던 같은 경기장에서 많은 히트를 친 1989년 9월의 2주간의 투어가 그것이었다. 그레이트풀 데드는 1989년 핼러윈에 Built to Last를 발매했는데 그것은 그들의 마지막 스튜디오 음반이었다. 9개 트랙 중 3개의 가르시아/헌터 콤비의 곡이 특징인 그것은 In the Dark의 성공에는 미치지 못했지만 백만장 이상의 판매를 기록했다.
1991년 2월 가르시아는 그의 스케줄에 3개의 그룹을 넣었고 Warfield에서 그의 오랜 친구 David Grisman과 만든 어쿠스틱 듀오에 나타났다. 그리고 얼마 지나지 않아 Grisman's Acoustic Disc label를 통해 Jerry Garcia/David Grisman이라는 음반을 발매했다. 1990년부터의 JGB와 함께한 워필드 쇼는 1991년 3월 발매된 ‘아리스타의 2CD 세트 ; 제리 가르시아 밴드‘ 의 소스가 되었다. 비록 이 시기에 병원을 가지는 않았지만 1992년 8월 4일 그의 50번째 생일을 4일 앞두고 그는 다시 병마에 시달리게 되었다고 한다. 1992년 10월 31일 그는 JGB의 공연에 돌아갔다. 12월에 그는 Manasha Matheson와 이혼을 했고 1993년 그는 Deborah Koons과 재결합했다. 1993년 캐롤라인 애덤스와의 이혼 후 그는 94년 발렌타인에 쿤과 결혼을 했다.
가르시아의 그리스먼과 함께한 음악적 관계는 그를 녹음 시리즈에 만돌린 연주자와 협력하도록 하였다. 그리고 93년 9월 Not for Kids Only 이름의 다른 두 장을 발매하였다. 그 해 그레이트풀 데드는 4560만 달러를 벌어들임으로써 미국 투어를 성황리에 마쳤다. 1994년 그들은 5240만 달러를 벌어들였지만 더 강력한 경쟁에 맞딱트려 5번의 장소에서 실패했다. 그 동안 그들은 데드헤드의 요구를 만족시키기 위해 옛 라이브 녹음의 기록 보관을 캐기 시작했다. 그리고 1975년에 녹음된 One from the Vault를 1991년에 발매, 1968년에 녹음된 Two from the Vault를 1992년에 발매하였다. 1995년 여름 그레이트풀 데드는 공연장 야외에서 보통 공연을 했다. 그리고 7월 9일 시카고 Soldier Field에서 투어를 마쳤다. 그것은 밴드의 마지막 공연이었다. 1주일 후 가르시아는 Betty Ford 병원에 내원을 했는데 그것은 그의 헤로인 중독을 없애기 위한 최초의 시도였다. 그는 2주를 지냈지만 병원의 1달간 프로그램을 마치지 못했다. 8월 8일 그는 캘리포니아 포레스트 놀에 있는 다른 중독 치료 병원을 방문했다. 1995년 8월 9일 이른 새벽 그곳에서 그는 53세의 나이로 수면 중 심장 마비로 사망했다.
가르시아는 그레이트풀 데드의 리더를 맡고 싶어하지 않았지만 그가 밴드에 기여한 공로는 매우 놀라웠고 남은 멤버들은 1995년 12월 그룹은 그가 없이는 도저히 존재할 이유가 없으니 해체하겠다는 발표를 했다. 1998년 몇몇 멤버들은 Other Ones란 이름의 밴드에서 투어를 계속했다. 그 후 위어, 레쉬, 크루츠먼과 하트는 다른 뮤지션을 놓고 데드란 이름으로 계속 공연을 했다. 그의 중요성을 증명하는 듯, 길고 긴 사후의 음반 발매는 계속되었다. 그레이트풀 데드의 기록 콘서트 시리즈 발매는 조례 라인이 되었으며 조직에 투어 수익의 손실을 메꾸는데 도움이 되었다. 그리스먼은 가르시아가 그의 스튜디오에서 연주했던 세션들로부터 다수의 앨범을 냈는데 각각 1996년의 Shady Grove, 1998년의, 2000년의 So What, 2004년의 Been All Around This World였다. 그리고 Pure Jerry라고 불리었던 JGB 기록 콘서트 발매 시리즈는 가르시아의 재산으로써 제리 가르시아 레이블에서 발매되었다. 또한 음악적인 것을 벗어난 상품들도 있었다. 가르시아의 인생동안 그의 예술 작업은 관심을 받았고 넥 타이 회사에 의해 허가를 받았다. 그리고 아이스크림 제조 회사에 의해 그의 이름을 따 체리 가르시아란 아이스크림도 나왔다. 그와 같은 마케팅은 또한 가르시아의 죽음 이후 계속되었고 좀 이상하긴 해도 그의 이름이 계속 기억될 것임을 보여주는 것이었다. 대개는 그러나 그는 그레이트풀 데드와 계속될 것임을 그리고 그가 연주했던 모든 것들은 그의 팬들에 의해 계속 연주될 것임을 보여주는 것이었다.